# Arenaria tmolea
Arenaria tmolea är en nejlikväxtart som beskrevs av Boiss. Arenaria tmolea ingår i släktet narvar, och familjen nejlikväxter. Inga underarter finns listade i Catalogue of Life.

## Bildgalleri

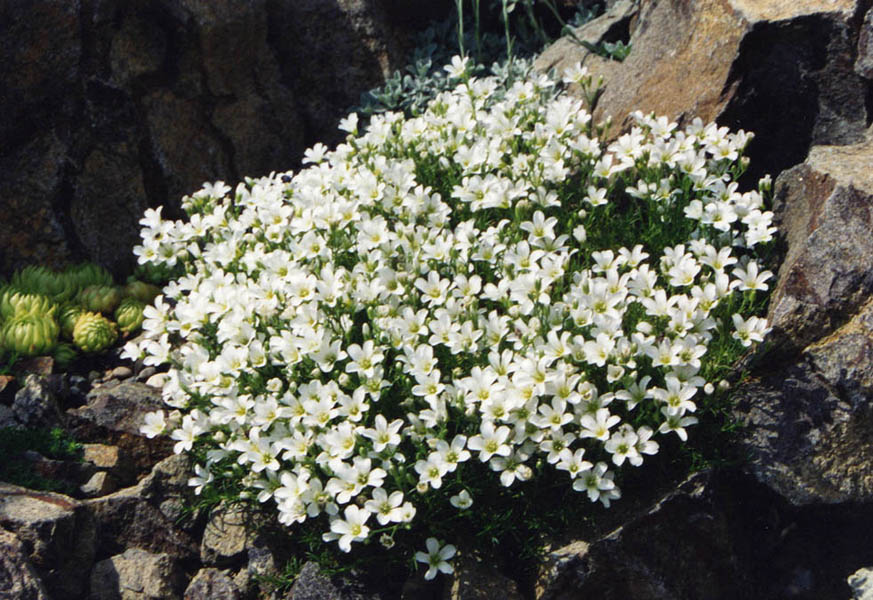